# Məmmədabad
Məmmədabad è un comune dell'Azerbaigian situato nel distretto di Saatlı.